# Синимекс
Компания «Синимекс» (АО «Синимекс-Информатика») — российская ИТ-компания, специализируется на создании и внедрении программного обеспечения в области интеграции приложений предприятия.

## История
Компания «Синимекс» основана в 1997 году. Генеральный директор — Андрей Сыкулев. Главный офис расположен в Москве, филиалы - в Воронеже, Оренбурге, Санкт-Петербурге и Самаре. Компания одной из первых в России начала разработку и внедрение интеграционного программного обеспечения масштаба предприятия для построения сервисно-ориентированных архитектур. К 2017 году совокупная выручка «Синимекс» составила 721 млн рублей, а к 2019 году выросла до 1 539 млн рублей. По итогам 2016 года компания заняла 44 место в рэнкинге «Коммерсанта» среди крупнейших групп и компаний в области информационных и коммуникационных технологий; вошла в ТОП-20 российских разработчиков ПО по версии рейтингового агентства «Эксперт РА».
С 2008 года компании «Синимекс» присвоен статус бизнес-партнера IBM (“IBM Gold Business Partner”).
В начале 2015 года «Синимекс» вступила в Российскую Национальную Ассоциацию SWIFT (РОССВИФТ), объединяющую около 600 банков и организаций-пользователей SWIFT на территории РФ, стала второй по счету российской ИТ-компанией, получившей статус официального члена Ассоциации. Является членом Рабочей группы РОССВИФТ по локализации международного стандарта ISO 20022 для взаимодействия банков и корпораций, осуществляющих платежи и расчеты в РФ (Russian CMPG).
В рэнкинге агентства RAEX в 2019 году компания заняла 28 позицию среди крупнейших российских групп и компаний в области информационных и коммуникационных технологий.

## Основные направления деятельности
- Построение интеграционных решений;
- Машинное обучение и искусственный интеллект;
- Разработка и внедрение решений по управлению бизнес-процессами на промышленных платформах ВРМ;[9]
- Автоматизация управления холдингом на платформе «1С»;
- Разработка и внедрение решений на базе распределенных реестров (blockchain);
- Предоставление открытых интерфейсов;
- Разработка Enterprise-решений на микросервисной платформе.

## Наиболее значимые проекты
- 2021
  - Подписано соглашение с "Адаптивными промышленными технологиями" (дочерняя компания «Лаборатории Касперского») о внедрении для коммерческого использования совместного продукта "Кибериммунитет" - специально спроектированный шлюз, защищающий производственное оборудование от внешних угроз.[10]
- 2018
  - В декабре 2018 года компания получила признание премии IT Prize, присуждаемой порталом TAdviser, в номинации «Новые технологии в банках: ИТ-проект года» за создание ресурса для партнеров программы лояльности банка Alfa Travel, позволяющего им использовать открытые API[11]
  - Подключение партнеров АО «Райффайзенбанк» к автоматизированной системе РКО для кэптивных банков[12].
- 2016 
  - Реализация сервиса «Молния» для оплаты интернет-покупок для «Альфа-банка»[13].
- 2015
  - Создание единой интеграционной платформы для «Лето Банка»[14].
- 2014 
  - Разработка и внедрение системы бесперебойного проведения операций HAUS (High Availability Universal Software) в «Райффайзенбанке»[15].
  - Совместный проект с Банком ВТБ по автоматизации работы по отражению в учете отложенных налоговых обязательств и требований в Банке ВТБ.
- 2013 
  - Разработка новой версии интернет-банка «Альфа-Клик» в «Альфа-Банке»[16].